# Starý most (Konjic)
Starý most v Konjici v Bosně a Hercegovině překonává řeku Neretvu. Je nejstarší ve městě a původně byl i jedním z nejstarších v zemi. Je dlouhý 102 metrů.

## Historie
Most byl vybudován na místě, které je považováno za pomyslnou kulturní linii, oddělující Bosnu od Hercegoviny. Byl vystavěn z kamene, má charakteristických šest oblouků. Budován byl v 80. letech 17. století. Patří mezi typické ukázky osmanské architektury na území současné Bosny a Hercegoviny, společně se Starým mostem v Mostaru nebo Perovićovým mostem v Trebinje. Je národní kulturní památkou Bosny a Hercegoviny.
Současný most nicméně není původní; zničen byl dne 3. března 1945 během osvobození na konci druhé světové války, kdy jej nechala odstřelit ustupující německá armáda. Na jeho místě vyrostla provizorní dřevěná stavba, kterou později nahradila v roce 1962 současná z armovaného betonu. Most sloužil pro silniční i pěší dopravu. Přestože horní část mostu byla jednoduchou moderní stavbou, pilíře byly dochovány původní.
V letech 2006–2009 byly zahájeny rekonstrukční práce, které měly zdůraznit původní architektonické rysy stavby. Obnovu mostu financovala turecká vláda a vláda Federace Bosny a Hercegoviny. Součástí rekonstrukce byla i obnova historického jádra města Konjic. V současné době se snaží přiblížit své původní předloze – kdy byl most zbudován z precizně zpracovaných kamenných kvádů, které tvořil ve spodní části vápenec a v horní části pěnovec. Most byl dokončen v roce 2009. Bloků pěnovce bylo využito přes 2400.